# حميمق النحل المخطط
حميمق النحل المخطط أو حميمق النحل السولاويزي (الاسم العلمي: Pernis celebensis)، نوع من الطيور الجارحة من فصيلة البازية.
يعيش في الأراضي المنخفضة الرطبة الاستوائية وشبه الاستوائية والغابات الجبلية في سولاويزي.